# Économie « facteur temps »
Pour les articles homonymes, voir EFT.
L’économie « facteur temps » (EFT) est un système économique où les impôts ainsi que les salaires sont calculés en proportion du temps de travail. Ce trait sépare l’EFT de la majorité d’autres systèmes économiques, où des autres facteurs que la marche du temps interviennent dans la calcul des impôts. Le système a, dans le passé récent, été minutieusement décrit par l’innovateur suédois Karl Gustafson, mais déjà le théoricien monétaire Silvio Gesell avait des pensées d’une économie se réliante au facteur du temps. En 1976, Anders Gernandt, un membre du Parti du peuple en Suède a déposé à la chambre du parlement une proposition de loi concernant l’introduction d’un impôt horaire.

## Introduction
L’EFT part du principe que les systèmes économiques d’à présent se basent sur des conditions pas favorables à tous ceux qui doivent les respecter et que les désavantages de ces systèmes pourraient être résolus, si l’économie était basée sur les lois naturelles. Les injustices des systèmes d’aujourd’hui dépend, selon les principes de l’EFT, du manque de règles fixées du jeu de l’économie et pour calculer la valeur des choses. L’EFT se base sur le fait que le temps est une constante objective, dont l’étendue ne peut pas être ni régulée, ni influencée par des décisions politiques, et présuppose que cette constante est la base la plus juste de n’importe quel système economique. 

## Objectif
L’EFT a pour objectif de substituer le système de rente à des impôts horaires sur le travail. Dans une EFT, le capital ne peut jamais augmenter avec le temps sans l’exécution d’un travail qui correspond à l’augmentation prévue. L’objectif de l’EFT est de relier la valeur du capital à une constante naturelle, à la même façon comme le volume et le poids sont aujourd’hui associés à des unités fixées. De cette façon, la fraude et la spéculation seront plus difficiles.

## Critique contre l’EFT
L’EFT a été critiquée comme trop théorique pour être réalisable et comme présumant que toutes les personnes taxables ont toujours du travail.